# Neovenator
A Neovenator (jelentése 'új vadász') az allosauroidea dinoszauruszok egyik neme, amely a kréta időszak,  barremi korszakában élt. Körülbelül 7,5 méter hosszú, karcsú állat volt. Az angliai Wight-szigeten történt felfedezése óta Európa legismertebb nagy, húsevő dinoszauruszává vált. A Neovenatort először a Megalosaurus lehetséges új fajának tartották.

## Felfedezés és fajok

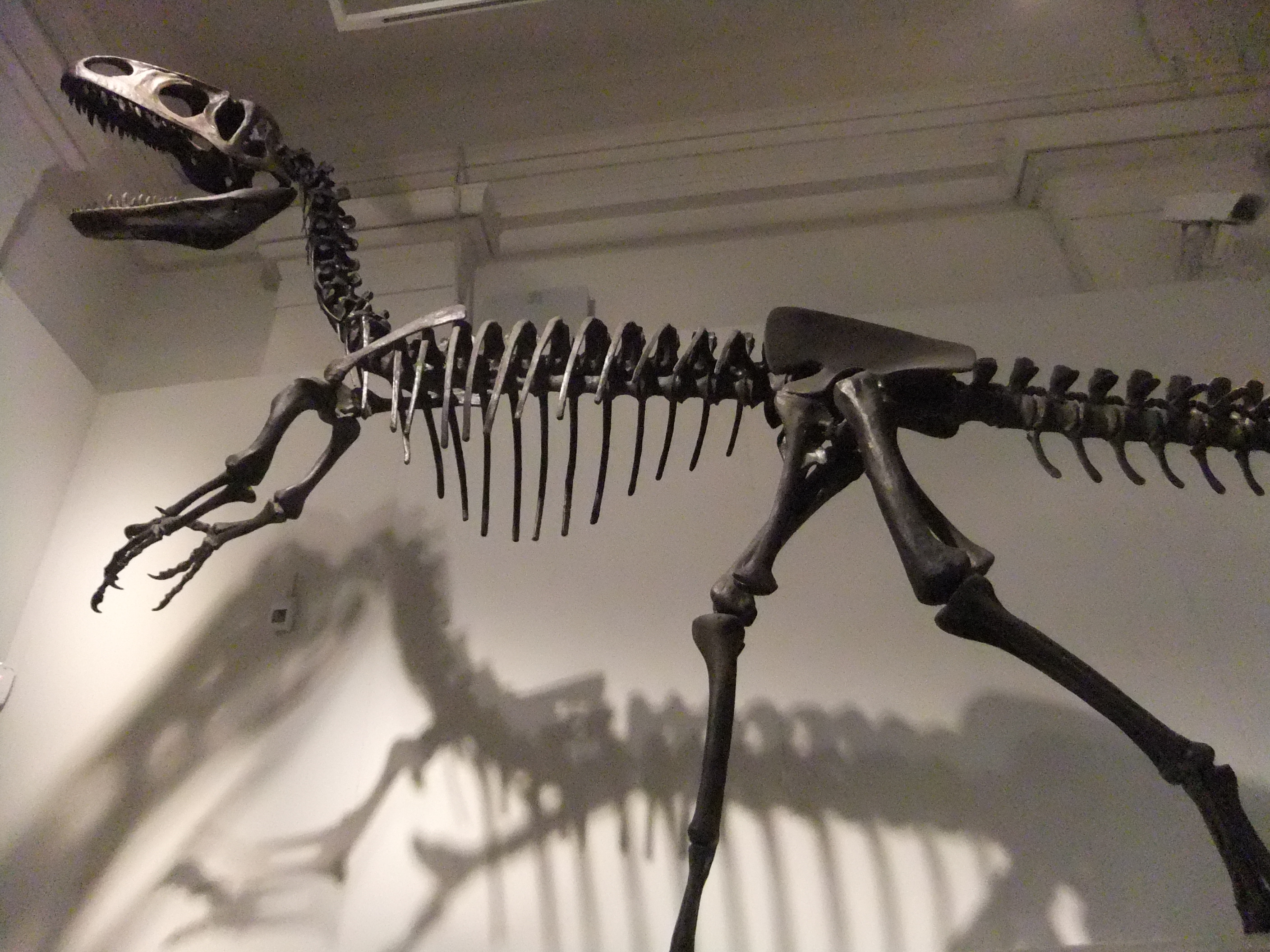
A Neovenator csontváza

A típusfajhoz tartozó első csontokat 1978-ban fedezték fel, a Wight-sziget délnyugati mészkőszirtjein. A példány további csontjai jóval később (1996-ban) kerültek elő. Az ásatást a Steve Hutt által vezetett csapat végezte, melynek a csontváz körülbelül 70%-át sikerült feltárnia. 1996-ban, mikor Steve Hutt, David M. Martill és Michael J. Barker elkészítették a leírást, ez volt az egyetlen allosauroideának vélt európai nem.
A további tanulmányok azonban arra utaltak, hogy jóval több közös vonása volt a fejlett allosauroideák carcharodontosaurida csoportjával, és több tanulmány tartalmazza Brusatte, Benson és Hutt a fajon végzett részletes vizsgálatát, ami kimutatta, hogy valójában a Carcharodontosauridae család jóval kezdetlegesebb tagja volt.

## Fordítás
- Ez a szócikk részben vagy egészben a Neovenator című angol Wikipédia-szócikk ezen változatának fordításán alapul.  Az eredeti cikk szerkesztőit annak laptörténete sorolja fel. Ez a jelzés csupán a megfogalmazás eredetét és a szerzői jogokat jelzi, nem szolgál a cikkben szereplő információk forrásmegjelöléseként.

## Külső hivatkozások
- 'Neovenator'. DinoData. (Hozzáférés: 2009. október 12.)
- 'Neovenator, an Isle of Wight Carcharodontosaurid. DinoWight. (Hozzáférés: 2009. október 12.)
- 'Neovenator'. Dinosaur Isle. [2006. május 19-i dátummal az eredetiből archiválva]. (Hozzáférés: 2009. október 12.)